# 徐刚毅
徐刚毅（1951年9月14日—），江苏苏州人，苏州文史学者。曾任苏州市地方志办公室主任，苏州市政协文史委员会副主任。长年研究苏州的历史与文化，关注于古城保护及恢复方面，著有多部相关书籍。

## 主要著作
- 《子夜吴歌》 1994 哈尔滨出版社
- 《老苏州·百年旧影》 1999 江苏人民出版社
- 《老苏州·百年历程》上、下卷 2001 江苏古籍出版社
- 《七里山塘》 2003 上海古籍出版社
- 《再读苏州》 2003 广陵书社
- 《苏州旧街巷图录》 2005 广陵书社
- 《苏州往事图录》 2008 广陵书社
- 《苏州百姓图录》 2009 广陵书社
- 《苏州通史》 15.图录卷 上、16.图录卷 下 2019 苏州大学出版社

此外在苏州市地方志编纂委员会，参与编纂了《苏州市志》等地方志作品。